# Sambachshof
Sambachshof ist ein Gemeindeteil der Stadt Bad Königshofen im Grabfeld im unterfränkischen Landkreis Rhön-Grabfeld in Bayern.

## Geografie
Die Einöde liegt in den Haßbergen südlich von Althausen.

## Geschichte
1317 wurde der Sambachshof in den Haßbergen in einem hennebergischen Güterverzeichnis genannt. Ursprünglich gehörte er den Grafen von Wildberg, deren Stammburg sich in der Nähe befindet.
1573 verkaufte Graf Georg Ernst von Henneberg Hof und Gut Sambach an die Stadt Königshofen. 1891 wurde der 1842 abgebrannte Sambachshof wieder aufgebaut.
1900 setzte der Fremdenverkehr am Sambachshof ein. Der einsam gelegene Hof wurde zu einem beliebten Ausflugsziel. 1926 wurde auf dem Marshügel nördlich des Sambachhofs ein hölzerner Aussichtsturm errichtet, der allerdings verfiel und in den 1940er Jahren einstürzte, 1970 eröffnete Wolfgang Eschenbach einen Märchenwald, seit 1967 befindet sich am Sambachshof das unterfränkische Volkshochschulheim.

## Freizeit
- Märchenwald Sambachshof[3][4]